# Blanka Wladislaw
Blanka Wladislaw (Blanka Wertheim 3 de junio de 1917 – 26 de enero de 2012) fue una química nacida en Polonia y nacionalizada brasileña.

## Biografía
Blanka Wladislaw nació en Polonia. Su familia emigró a Brasil cuando ella tenía 14 años. Al llegar a São Paulo, su familia tuvo grandes dificultades económicas. Blanka decidió dedicarse a sus estudios para ingresar a la Universidad de São Paulo y en 1937 lo hizo, ingresando a la Facultad de Filosofía, Ciencias y Letras, graduándose en 1941. La carrera profesional de Wladislaw comenzó cuando fue contratada por Industrias Matarazzo, pero estaba decidida a cursar estudios de postgrado. En 1949 completó su doctorado, presentando una tesis en la que analizaba el comportamiento de varios compuestos de azufre en presencia de los catalizadores de níquel Raney.
En 1949, se unió a la facultad de Química Orgánica y Biológica de la USP para convertirse en profesora a tiempo completo en 1953. Blanka obtuvo una beca del gobierno británico para realizar estudios postdoctorales en la Escuela Imperial de Londres sobre electrosíntesis orgánica. En la siguiente década, Wladislaw trabajó con electroquímica orgánica, de nuevo con compuestos de azufre. Al regresar a este campo de estudio en 1971, fue promovida a profesora de tiempo completo en el Instituto de Química de la USP y en 1975 fundó y dirigió el Departamento de Química Fundamental de la Universidad.

### Legado
Blanka Wladislaw escribió más de 115 artículos de investigación, 171 artículos en congresos, cuatro certificaciones de maestría y 24 tesis doctorales. Incluso después de jubilarse, escribió una guía para la enseñanza de la química y se quedó en la Universidad de São Paulo como profesora invitada.